# 許存德
許存德（？—1929年），號菊隱，日治時期台灣鹿港詩人。

## 生平
許存德崇古道，好詩學， 居於鹿港期間曾加入鹿苑吟社，與許劍漁、蔡啟運、陳懷澄、洪棄生、莊士勳、施梅樵俱為詩友。
大正二年（1913），其子許學（字稼秋）至二林設太岳醫院，翌年命為公醫，許存德便隨子移居二林，並邀地方士紳組讀書俱樂部於衛生所。
大正七年（1918），成立「香草吟社」，推存德為社長，洪以倫為詞宗，李木生、洪明輝、洪志古為顧問，月月課題，酬唱吟詠。後許稼秋辭公醫，徙竹塘另開太岳醫院，詩社亦隨之南遷。稼秋並於院庭闢「可園」成為香草詩友之所。許存德晚年時邀騷友，畢集亭中，或酒或茶，吟風弄月，歌詠吟唱。昭和四年（1929）逝世。
其作品部分被收錄在《大冶詩卷》中。